# Schwarzhörniger Fleckenbock
Der Schwarzhörnige Fleckenbock (Brachyta interrogationis, Syn.: Evodinus interrogationis) ist ein Bockkäfer der nördlichen Paläarktis.

## Beschreibung
Der 9 bis 18 Millimeter lange Käfer ist für einen Bockkäfer ziemlich gedrungen. Er ist schwarz und hat auf den Flügeldecken eine variable gelb-schwarze Zeichnung. Meist sind die Flügeldecken gelb mit einem etwa L-förmigen schwarzen Längsfleck, doch treten örtlich gehäuft Variationen mit fast ganz schwarzer bis fast ganz gelber Färbung auf.

## Vorkommen
Die Art kommt mit großen Verbreitungslücken von Frankreich über Sibirien bis Japan vor. In Europa ist sie boreomontan und bewohnt außer den höheren Gebirgen Skandinavien und das nördliche Russland. Sie fehlt in Südeuropa. Deutsche Fundorte liegen in den Alpen, im Fichtelgebirge, Frankenwald, Vogtland und Erzgebirge. In Österreich und der Schweiz ist sie weit verbreitet, fehlt aber in den Nordostalpen.

## Lebensweise
Die Larve entwickelt sich in ein bis zwei Jahren an Pflanzen wie Wald-Storchschnabel, Pfingstrosen oder Weidenröschen. Der tagaktive Käfer fliegt von Juni bis August auf Bergwiesen und besucht Blüten.